# 김혜선 (기상 캐스터)
김혜선(金惠善, 1983년 1월 25일 ~ )은 대한민국 前 기상 캐스터이자 현재 쇼핑 호스트이다. 2008년 KBS 공채 기상캐스터로 입사했으며, 2015년 4월 3일을 기하여 KBS 측에 사의를 표명하고 사직했고 현재 NS홈쇼핑에서 쇼핑호스트로 활동하고 있다.

## 학력
- 여의도여자고등학교 졸업
- 성신여자대학교 기악학과 학사 (2002학번)

## 경력
| 연도      | 사항                        |
| --------- | --------------------------- |
| 2006      | 안동 MBC 리포터             |
| 2006      | 매일경제 기상캐스터         |
| 2007      | MBN 기상캐스터              |
| 2008~2015 | KBS 기상캐스터              |
| 2011.12   | 에너지시민연대 홍보대사     |
| 2013.4    | 제5회 기후변화주간 홍보대사 |
| 2017.11~  | NS홈쇼핑 쇼핑호스트         |

## 방송
- 2007년 KBS 뉴스 12
- 2008년 KBS 뉴스 5, KBS 뉴스 9 (평일)
- 2011년 아침마당 (2011년 3월 21일) (출연)
- 2012년 KBS 뉴스 7, KBS 뉴스 9 (평일)
- 2012년 여유만만 (2012년 3월 20일) (출연)
- 2013년 가족이 부른다 (2013년 3월 2일) (출연)
- 2014년 여유만만 (2014년 3월 12일) (출연)
- 2015년 KBS 2시 뉴스타임
- 2017년 아침마당 (2017년 1월 2일) (출연)
- 2021년 우리말 겨루기 (2021년 3월 22일) (출연)